# Horten Ho 229
Horten H.IX, RLM oznaka Ho 229 (velikokrat tudi nepravilno Gotha Go 229), je bil nemški eksperimentalni dvomotorni reaktivni bombnik iz obdobja druge svetovne vojne. Načrtovala sta ga brata Reimar in Walter Horten, gradilo pa ga je podjetje Gothaer Waggonfabrik. Ho 229 sicer ni bil prvo leteče krilo, je pa bil prvo z reaktivnim pogonom.
Letalo naj bi izpolnilo zahtevo »3×1.000«, kar pomeni dostavo 1.000-kilogramskega bojnega tovora na razdaljo 1000 kilometrov pri hitrosti 1.000 km/h. Ta hitrost je bila dosegljiva samo z reaktivnimi motorji, ki pa so imeli veliko porabo goriva in zato majhen dolet. Leteče krilo Ho 229 ni imelo klasičnih kontrolnih površin, zato je bil zračni upor manjši (manjši upor in s tem višja hitrost je bilo eno izmed osnovnih izhodišč pri zasnovi letala). Servisna višina leta je bila 16.000 metrov. Ho 229 naj bi bil deloma stealth letalo; s kasnejšimi poskusi so ugotovili, da naj bi oblika in uporabljeni materiali zmanjšali radarsko opaznost pri angleških obrambnih radarjih v tistem obdobju za približno 37%.

## Tehnične specifikacije (Horten Ho 229A (V3))
Podatki iz The Great Book of Fighters
Splošne karakteristike
- Posadka: 1
- Dolžina: 7,47 m (24 ft 6 in)
- Razpon kril: 16,76 m (55 ft 0 in)
- Višina: 2,81 m (9 ft 2 in)
- Površina kril: 50,20 m² (540,35 ft²)
- Teža praznega letala: 4600 kg (10141 lb)
- Naložena teža: 6912 kg (15238 lb)
- Maks. vzletna teža: 8100 kg (17857 lb)
- Pogon letala: 2 × Junkers Jumo 004B turboreaktivni motor, 8.7 kN (1956 lbf) vsak

 Zmogljivost 
- Maks. hitrost: 977 km/h (607 mph) at 12.000 m (39.000 ft)
- Višina leta: 16000 m (52000 ft)
- Hitrost vzpenjanja: 22 m/s (4330 ft/min)
- Obremenitev kril: 137,7 kg/m² (28,2 lb/ft²)
- Razmerje potisk/teža: 0,26

Oborožitev

- Strelno orožje: 2 × 30 mm MK 108 cannon
- Rakete: R4M rakete
- Bombe: 2 × 500 kg (1.100 lb) bomb